# 乔治·哈巴什
乔治·哈巴什（阿拉伯語：جورج حبش；1926年8月2日—2008年1月26日），生於英國巴勒斯坦託管地（今以色列）卢德，巴勒斯坦政治人物，「解放巴勒斯坦人民阵线」（簡稱「人陣」）创始人，曾任该组织总书记。1951年毕业之后，哈巴什在约旦的一个巴勒斯坦难民营工作，并在约旦首都阿曼开设了一家诊所。不久之后，他又前往了叙利亚和黎巴嫩。
即使在巴解组织签署了奥斯陆协议之后，他仍旧坚持消灭以色列，反对两国方案。2000年，因为健康原因，哈巴什辞去了解放巴勒斯坦人民阵线总书记的职务，并于2008年在一次心脏病发作后与世长辞。

## 早年经历
哈巴什出生在一个希腊正教会家庭，孩童时期曾在唱诗班里唱圣歌。1948年，在贝鲁特美国大学就读医学专业的哈巴什在得知家乡人民正被驱逐后，为了帮助他的家庭，返回家乡卢德参加1948年阿拉伯-以色列战争（驱逐过程中，在没有食物和水的情况下，卢德的所有居民长途跋涉了三天）。自此之后，哈巴什一家变成了难民，并不被允许返回家乡。1951年，哈巴什完成了在贝鲁特美国大学的学业。在这段时间，哈巴什是一个阿拉伯民族主义者。
1951年毕业之后，哈巴什在约旦的一个巴勒斯坦难民营工作，并在阿曼开设了一家诊所。哈巴什极富有同情心，时常免费给穷人看病。此时，他相信应该以任何可能的手段尝试去消灭以色列。为了达成这个目标，他创立了纳赛尔主义的阿拉伯国民运动。
1957年，因为一场由约旦国民卫队中的巴勒斯坦人成员发起的未遂政变，约旦国王侯赛因宣布戒严并查封所有政党。因被怀疑与其有关，哈巴什的活动被迫转入地下。在一场缺席审判中，他被判为有罪。次年，他逃往即将与埃及组成阿拉伯联合共和国的叙利亚，但在共和国解体之后又被迫返回黎巴嫩。1967年，哈巴什创立了解放巴勒斯坦人民阵线。

## 解放巴勒斯坦人民阵线总书记
1964年，哈巴什开始改组阿拉伯国民运动，将其中的巴勒斯坦人成员重新组织为一个地区性组织。1967年六日战争之后，对纳赛尔的失望情绪在阿拉伯世界中蔓延开来，受此影响，哈巴什将诸如“归国英雄”、“巴勒斯坦解放阵线”等数个组织联合起来，成立了共产主义（两年之后还接受了马列主义的意识形态）组织解放巴勒斯坦人民阵线并任总书记，希望藉此消灭以色列，在巴勒斯坦地区建立一个统一的民主世俗国家。在哈巴什任内，阵线是所有巴勒斯坦抵抗组织中最激进与暴力的一个，并因一系列劫机事件，由哈达德策划的针对与以色列合作的企业的攻击与针对以色列在欧洲国家的大使的袭击而在以美国为首的西方国家臭名昭著，其具有开创性的恐怖活动也引起了世界对巴勒斯坦问题的关注，同时这也招致了巴解组织内其他成员对阵线的强烈批评。同年十二月十一日，哈巴什亦被选为阿拉伯国民运动的总书记。
1968年，哈巴什被指控阴谋推翻叙利亚政府，并因此被逮捕及监禁。但是在瓦迪·哈达德等人的帮助下，他乔装打扮成一个宪兵成功越狱。
1969年，一部分阵线成员脱离阵线，成立了解放巴勒斯坦民主阵线。
1970年，哈巴什因其在黑九月中扮演的重要角色而被约旦驱逐。1974年，因巴勒斯坦民族理事会接受了两国方案，哈巴什联合包括阵线在内的数个反对两国方案的组织成立了拒绝阵线。
整个1970年代，阵线都与巴解组织与黎巴嫩左翼运动结盟，虽然哈巴什仍在黎巴嫩内战中保持中立。
在1980年的一次空袭之后，哈巴什的健康状况开始恶化。
奥斯陆协议之后，哈巴什联合包括哈马斯和巴勒斯坦伊斯兰圣战运动在内的协议反对者再次组建了一个反对协议者联盟，此联盟后在第一次巴勒斯坦大起义期间扮演了重要角色。2000年，因健康原因，哈巴什的阵线总书记职务由阿布·阿里·穆斯塔法接替。2008年，哈巴什在一次心脏病发作后与世长辞。